# Villásosztás
Névváltozatok: ékképpen osztott (Nagy Iván), hasítással saruzott pajzs (Balkány címere )
en: tierced in pairle reversed, de: Göpelteilung

Rövidítések:

A villásosztás a mesteralakok közé tartozó, fordított Y alakú pajzstagolási módszer. Két harántos és egy függőleges osztóvonalból áll. A harántos szárak a pajzs jobb illetve bal alsó sarkából indulnak és a pajzsközép táján találkoznak a függőleges szárral. A villásosztás fordított változata az ágasosztás. Mesteralaki megfelelője a villa.

A címerleírás sorrendje a villásan osztott címernél

A magyar heraldikában ritka. Néha a szakirodalomban is előfordul, hogy a villásosztást ékosztásnak nevezik, ami az ágasosztásnak felel meg.
A címerleírás során a villásan osztott pajzsnak először a jobb, majd a bal és végül az alsó mezőjét írjuk le. Ez megegyezik a címerhatározás eljárásával is.